# Reserva provincial Santa Ana
La Reserva provincial Santa Ana es un área protegida situada en el departamento Río Chico, provincia de Tucumán, Argentina. Tiene una superficie de 20 000 ha. que corresponde a la región de las yungas, en torno aproximadamente a la posición 27°30′S 65°51′O / -27.500, -65.850.

## Características generales
La Reserva Santa Ana constituye el sector continuo más austral de selvas y bosques pertenecientes a las Yungas o Selvas de Montaña. Es una de las reservas más extensas de la provincia de Tucumán.
Se extiende desde una altura de 450 m s. n. m. hasta algo más de 2000 m s. n. m. Este rango de alturas permite el desarrollo de las distintas tipologías propias del sistema de las yungas, aunque con escasa presencia de las formas propias de la región altoandina. Las abundantes precipitaciones, mayoritariamente estivales y el clima templado cálido constituyen los factores que propician de dicho desarrollo.
La reserva es una de las áreas importantes para la conservación de las aves en Argentina.

## Historia
En el año 1889 Clodomiro Hileret y Lídoro Quinteros adquieren las tierras entonces llamadas "Estancia Santa Ana", unas 27 000 ha. en cercanías de la recientemente inaugurada estación ferroviaria Río Chico, e inician las actividades del Ingenio Santa Ana, uno de los más importantes de su época.

El ingenio y la refinería permanecen activos durante varias décadas, pero diversas dificultades producen la quiebra de la compañía en el año 1930, por lo cual la propiedad pasa a manos del Banco de la Nación Argentina.

La ley provincial n.º 002439/40 del año 1940 fue el primer instrumento legal mediante el cual se impulsó la preservación de la zona.

En el año 1963 se subdividieron 7000 ha., distribuyéndose las parcelas entre ex empleados, técnicos y agricultores de la zona. El cierre definitivo del ingenio y la demolición de las instalaciones se decretaron en el año 1966. Gran número de familias emigraron y  al región comenzó una etapa de decadencia.

En el año 1972 se crea finalmente la Reserva Santa Ana, sobre una superficie de 20 000 ha, presumiblemente disminuidas a 18 500 ha comprobables.

## Flora y fauna

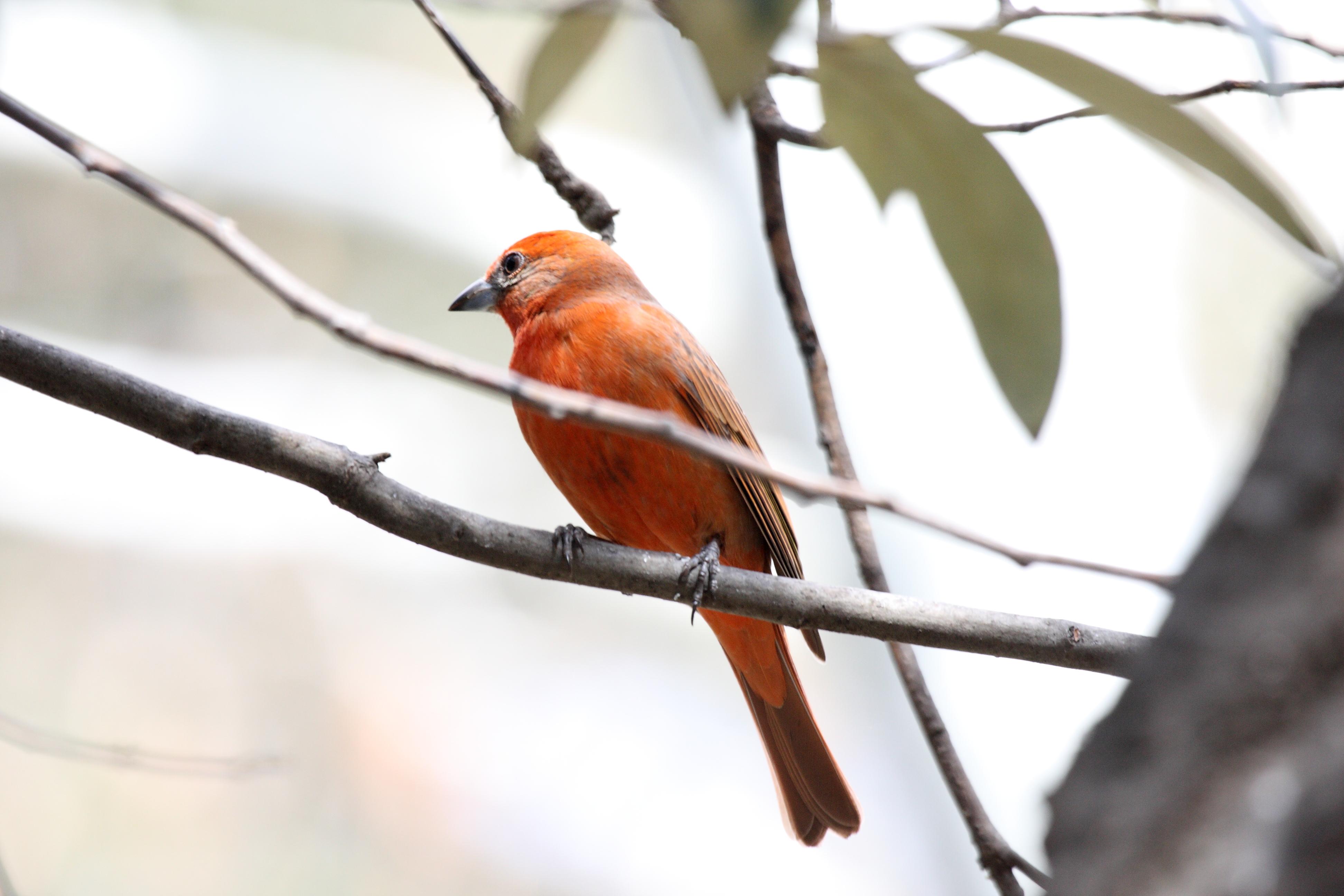
Fueguero común (Piranga flava).

La flora está representada por tres sistemas relacionados directamente con las diferencias de altura; la selva basal, el bosque montano y en menor medida los pastizales de altura.

En la reserva se encuentran las especies típicas de la región yungas, como la tipa blanca (Tipuana tipu), el cebil (Anadenanthera colubrina), el laurel tucumano (Cinnamomum porphyrium), el horco molle (Blepharocalyx salicifolius), el virarú (Ruprechtia laxiflora), el ramo (Cupania vernalis), el nogal (Juglans australis) y el cedro (Cedrela lilloi), entre otras. Sin embargo, esta reserva se caracteriza por ser el hábitat de algunas variedades con particularidades en su adaptación, ya que se encuentran el la locación extrema dentro del área de su distribución.
La fauna es especialmente rica en cuanto a su diversidad. Se han registrado más de 30 especies de mamíferos, uno de ellos una especie nueva para la ciencia. Hasta el momento, no existe precisión respecto a la totalidad de las especies de aves que habitan la reserva, dada su gran variedad.

Sólo en el pedemonte, que constituye la porción relativamente más accesible de la reserva, se han observado ejemplares de milano blanco (Elanus leucurus), chiricote (Aramides cajaneus), calancate cara roja (Psittacara mitratus), picaflor vientre blanco (Amazilia chionogaster), martín pescador grande (Megaceryle torquata), durmilí (Nystalus maculatus), carpintero dorado gris (Colaptes rubiginosus), mosqueta común (Phylloscartes ventralis), viudita de río (Sayornis nigricans), juan chiviro (Cyclarhis gujanensis), cerquero de collar (Arremon flavirostris), fueguero común (Piranga flava) y rey del bosque (Pheucticus aureoventris), entre otros.